# Pedro Sánchez
Pedro Sánchez Pérez-Castejón (Madrid, 29 de fevereiro de 1972) é um economista e político espanhol, atual presidente do Governo da Espanha desde 2018, secretário-geral do Partido Socialista Operário Espanhol (PSOE) desde 2014 e foi deputado por Madrid nas Cortes Gerais de 2009 até 2018.
Em 2015, foi proclamado candidato à presidência do Governo pelo seu partido. Em 1º de outubro de 2016, depois de desavenças internas no partido, demitiu-se do seu cargo de secretário geral do PSOE. Foi novamente eleito secretário-geral do PSOE depois de um processo de primárias.
Formado em Ciências Econômicas e Empresariais pelo Centro Universitário Real María Cristina de El Escorial e doutorado em Economia e Negócios pela Universidade Camilo José Cela, sua carreira política começou como conselheiro na Ayuntamiento de Madri, uma espécie de Câmara Municipal, uma responsabilidade que ele exerceu entre 2004 e 2009. Deputado no Congresso espanhol nas legislaturas IX e X, em 2014 sucedeu Alfredo Pérez Rubalcaba como chefe do secretário geral do PSOE e, em 2015 e 2016.
Em 1 de junho de 2018, o PSOE convocou uma moção de censura contra o primeiro-ministro Mariano Rajoy, passando com sucesso a moção depois de ganhar o apoio do Unidas Podemos, bem como de vários partidos regionalistas e nacionalistas. Sánchez foi posteriormente nomeado primeiro-ministro pelo rei Felipe VI no dia seguinte. Ele liderou o PSOE para ganhar 38 assentos nas eleições gerais de abril de 2019, a primeira vitória nacional do PSOE desde 2008, embora não tenha alcançado a maioria. Depois do fracasso das negociações para formar um governo, Sánchez obteve novamente o maior número de votos nas eleições gerais de novembro de 2019, formando um governo de coligação minoritária com o Unidas Podemos, o primeiro governo de coligação nacional desde o regresso do país à democracia. Depois de o PSOE ter sofrido perdas significativas nas eleições regionais em maio de 2023, Sánchez convocou eleições gerais antecipadas, que viram o PSOE manter todos os seus assentos; apesar de terminar em segundo lugar, atrás do Partido Popular, Sánchez conseguiu formar novamente um governo de coligação e foi nomeado para um terceiro mandato como primeiro-ministro em 17 de novembro de 2023.

## Infância e juventude
Pedro Sánchez nasceu no bairro madrileno de Tetuán. O seu pai era empregado do setor financeiro e empresário, também era militante socialista. A sua mãe era funcionária da Segurança Social. Fez os seus estudos de bacharelato no Instituto Ramiro de Maeztu de Madrid, no mesmo período em que a rainha da Espanha, Letizia Ortiz Rocasolano. Jogou no Club de Baloncesto Estudiantes até os 21 anos e é fã do Atlético de Madrid.
Em 1990 começou a estudar a licenciatura em Ciências Econômicas e Empresariais na Universidade Complutense de Madrid, licenciando-se em 1995. Em 1993, uniu-se ao PSOE, depois da vitória de Felipe González nas eleições desse ano. Realizou um mestrado em Política Económica da União Europeia pela Universidade Livre de Bruxelas (1997-1998) e um Programa de Liderança para a Gestão Pública pela escola de negócios IESE - Universidade da Navarra.

## Começo na política (1998-2003)
Com 26 anos trabalhou como conselheiro no Parlamento Europeu com a socialista Bárbara Dührkop (onde coincidiu com Óscar López) e, mais tarde, como chefe do gabinete do Alto Representante das Nações Unidas na Bósnia, Carlos Westendorp, durante a Guerra do Kosovo. Em 2000, foi um dos delegados no 35º Congresso Federal do PSOE, no qual saiu José Luis Rodríguez Zapatero como secretário geral e José Blanco como secretário de Organização. Rodear-se-ia Sánchez de colaboradores como Óscar López e Antonio Hernando, próximos ao secretário de Organização.

## Vereador do município de Madrid (2004-2009)
Em 2003, Pedro Sánchez concorreu às eleições municipais na lista do PSOE por Madrid, que era liderada por Trinidad Jiménez. Situado na 23ª posição da lista (apesar das instruções da secretaria federal de Organização, o PSOE de Madrid não quis acatar a resolução e colocou a Sánchez nesse lugar), não conseguiu a vaga de vereador (o PSOE obteve só 21 conselheiros). Somente um ano depois que conseguiu ser conselheiro, logo das demissões de dois companheiros de partido. Transformou-se num componente fundamental da equipe da líder da oposição, Trinidad Jiménez.
Entre 2004 e 2009, foi um dos 320 membros da Assembleia-Geral de Caja Madrid, como representante, proposto pelo PSOE, do Ayuntamiento de Madrid. Ao mesmo tempo, continuava a trabalhar com Blanco, especialmente em tarefas relacionadas com os processos eleitorais, como as eleições autonômicas galegas de 2005, nas que o PSdG ganhou oito assentos, o que permitiu a Emilio Pérez Touriño chegar à presidência da Junta da Galícia, ou a tentativa fracassada de Miguel Sebastián de conseguir a prefeitura de Madrid em 2007.
Casou-se em 2006 com María Begoña Gómez Fernández, com a que tem duas filhas. O seu casamento foi oficiado pela sua companheira e naquela altura vereadora do Ayuntamiento de Madrid, Trinidad Jiménez.
Renovou a sua cadeira nas eleições municipais de 2007. Desde a oposição, ocupou responsabilidades nas áreas de Economia, Urbanismo e Habitação.
Nas eleições gerais de 2008 fez parte da candidatura socialista pela circunscrição de Madrid, sem obter cadeira. Desde 2008 e até 2013, Pedro Sánchez foi professor associado de Estrutura Econômica e História do Pensamento Econômico na Faculdade de Ciências Judiciais e Empresariais da Universidade Camilo José Cela de Madrid.

## Deputado no Congresso (2009-2011)
Depois da desistência de Pedro Solbes à sua cadeira de deputado em setembro de 2009, ocupou o seu lugar vazio no Congresso dos Deputados, pelo que abandonou o seu lugar como vereador do consistório madrilenho. Durante a sua primeira legislatura como deputado, desempenhou responsabilidades de porta-voz adjunto na Comissão de Política Territorial e foi membro das comissões de Assuntos Exteriores e a Mista de Assuntos Europeus.
Em 2010, os jornalistas parlamentários escolheram-lhe deputado revelação. Nesse mesmo ano trabalhou com Trinidad Jiménez nas primárias nas que se enfrentou, sem êxito, com Tomás Gómez pela candidatura à presidência da Comunidade de Madrid em 2011.

## Atividade profissional e doutoramento (2011-2013)
Nas eleições gerais de 2011, situou-se no undécimo lugar da lista do PSOE por Madrid, mas ficou novamente fora do Congresso por ter obtido o seu partido apenas dez deputados nessa circunscrição. Fora de responsabilidades políticas, preparou o seu doutoramento e dedicou-se à sua atividade profissional, exercendo atividades de consultoria para um consórcio europeu e como professor universitário. Desde novembro de 2012, é doutor em Economia e Empresa pela Universidade Camilo José Cela de Madrid, depois da apresentação da sua tese doutoral titulada Innovaciones de la diplomacia económica española: análisis del sector público (2000-2012).
A sua tese de doutoramento existe apenas na versão impressa. São cerca de 300 páginas encadernadas a capa dura, com letras brilhantes inscritas na capa negra, e apenas possível de consultar, sem possibilidade de cópia, nas próprias instalações da universidade. Pedro Sánchez nunca permitiu a criação de cópia digital do documento para consulta online e mesmo o acesso ao trabalho tem sido restrito por indicação do próprio autor.

## Regresso ao Congresso e candidatura à secretaria geral (2013-2014)
Em janeiro de 2013 voltou ao Congresso dos Deputados depois da renuncia ao assento de Cristina Narbona, que passou a ocupar um lugar no Conselho de Segurança Nuclear. Em novembro de 2013 foi um dos coordenadores da conferência política do PSOE.
O seu nome começou a soar como candidato à Secretaria Geral quando à apresentação do seu livro La nueva diplomacia económica española em dezembro de 2013 foram vários líderes socialistas, como Ramón Jáuregui, Elena Valenciano, Trinidad Jiménez, Miguel Sebastián, Eduardo Madina o José Blanco. Neste livro, recolhia-se e desenvolvia alguns dos conteúdos da tese com a qual obteve o doutoramento.
Apesar de nunca ter feito parte da Executiva nem do Comitê Federal do PSOE, durante os primeiros meses de 2014, Pedro Sánchez foi um dos candidatos potenciais que se candidataram para as primárias previstas para novembro de 2014 para escolher ao candidato do partido às eleições de 2015 e começou a visitar agrupações socialistas de toda a Espanha.
O processo acelerou-se depois dos maus resultados do PSOE nas eleições europeias de 2014. Dias depois, o secretário geral do partido, Alfredo Pérez Rubalcaba, anunciava a sua demissão e poucos dias depois anunciava-se que o novo secretário geral seria escolhido mediante votação direta entre os militantes. Em 12 de junho, Pedro Sánchez anunciava a sua candidatura. Em 28 de junho, Sánchez foi proclamado candidato pelo PSOE, ao ter obtido mais de 40 000 apoios. Foi o candidato que mais apoios conseguiu e enfrentou a Eduardo Madina e José Antonio Pérez Tapias. Nas eleições celebradas no dia 13 de julho, obteve 49% dos votos, frente a 36% de Madina e 15% de Pérez Tapias, proclamando-se vencedor. Tornou-se oficialmente o sucessor de Alfredo Pérez Rubalcaba no Partido, uma vez que o Congresso Extraordinário do PSOE, dos dias 26 e 27 de julho de 2014, ratificou os resultados e ocupou pela primeira vez a cadeira não oficial de líder da oposição na sessão do 10 de setembro de 2014 no Congresso dos Deputados.

## Secretário geral do PSOE (2014-atual)
Depois da sua designação, Pedro Sánchez afrontou a meta de recuperar a unidade do partido e a confiança dos antigos votantes do PSOE, um total de 25% dos quais decidia-se então por um novo partido, Podemos. Também teve que superar algumas tensões com o PSOE da Andaluzia.
Para apresentar-se ao público, participou em vários programas televisivos tais como Sálvame, El Hormiguero, El programa de Ana Rosa, Viajando con Chester, Un tiempo nuevo, La Sexta Noche, Salvados ou Planeta Calleja. Sobre o Podemos, classificou-o de populista em várias ocasiões, para, posteriormente, criticar o «oportunismo ideológico» que segundo Pedro Sánchez representa.
Defende a reforma da Constituição, propondo um modelo federal para a Espanha, assim como voltar a mudar o seu artigo 135 ou reforçar o laicismo do sistema educativo.
Nomeou César Luena como a sua mão direita. Em fevereiro de 2015, destituiu a Tomás Gómez como secretário-geral do partido em Madrid, substituindo-o por uma gestora, devido à investigação do sobrecusto do elétrico de Parla. A 21 de junho, foi proclamado oficialmente candidato do partido à presidência do Governo da Espanha. Nas suas listas incluiu independentes como a militar Zaida Cantera ou a ex-membro da UPyD, Irene Lozano. Para o seu programa económico, recuperou a Jordi Sevilla. A 1 de outubro de 2016, depois de desavenças internas no partido, demitiu-se do seu cargo de secretário-geral do PSOE. Voltou a ser secretário-geral do seu partido depois de um processo de primárias realizado em 21 de maio de 2017, tendo derrotado Susana Díaz e Patxi López. Pedro Sánchez recebeu cerca de 50% dos votos, Susana Díaz, 40% e Patxi López 10%.

## Presidente do Governo da Espanha (2018-atual)

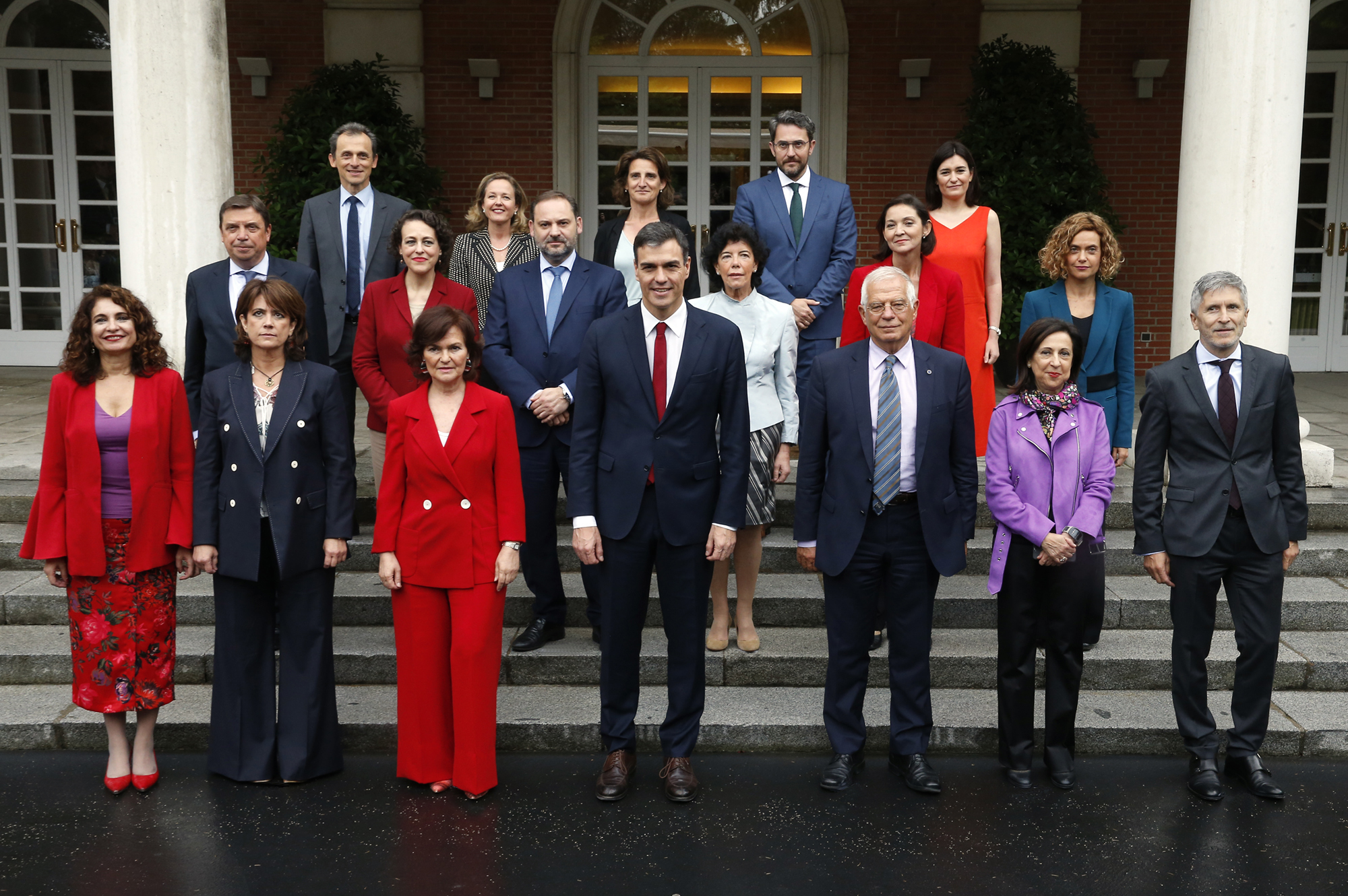
Pedro Sánchez, ao centro, com sua equipe ministerial no Palácio da Moncloa. Ao lado esquerdo de Sánchez, Carmen Calvo, vice-presidente de governo da Espanha

Desde a aprovação da moção de censura ao governo de Mariano Rajoy, em 1 de junho de 2018, Pedro Sánchez é o presidente do governo da Espanha. Felipe VI ordenou a nomeação de Sánchez como presidente do Governo por decreto real de 1º de junho. Sanchéz tomou posse diante do monarca no dia seguinte, no Palácio de Zarzuela, diante apenas da Constituição espanhola. Ele optou por fazê-la sem símbolos religiosos, tendo sido o primeiro presidente do atual período democrático a não proferir seu juramento de diante da Bíblia e da cruz cristã.
Os 17 membros de seu novo conselho de ministros tomaram posse no dia 7 de junho de 2018, repetindo o mesmo ato do presidente. Pela primeira vez na história da Espanha, a composição do ministério possuiu maioria feminina, com 11 mulheres e 6 homens. Pedro Sánchez afirmou que tal escolha "é um reflexo da sociedade espanhola e que está comprometido com a igualdade de gênero". Além disso, Carmén Calvo foi escolhida como sua vice-presidenta.

### Primeiras medidas de governo
Algumas das medidas mais destacadas de seus primeiros 100 dias no governo foram a proposta de exumação e translado dos restos mortais do ditador Francisco Franco, a busca de um diálogo em consonância com os direitos humanos entre os países europeus sobre o problema migratório e uma proposta de reforma da Constituição espanhola para proibir parcialmente o foro privilegiado. Também, destacou-se que Sánchez reforçou a agenda internacional do governo espanhol.

### Memória histórica
Desde a sua posição como oposição, Sánchez já manifestava sua desconformidade com a política de memória histórica conduzida por seu antecessor, Mariano Rajoy, que consistia em não destinar recursos para o cumprimento da dita lei. Depois de chegar ao governo, Sánchez impôs como objetivo prioritário a aplicação da Lei de Memória Histórica, inclusive, sugerindo sua reforma. Tomou decisões como a de criar o Diretório Geral de Memória Histórica, dentro do Ministério da Justiça, para, segundo o decreto real 698/2018, "dar impulso às iniciativas relacionadas com a Lei 52/2007, de 26 de dezembro, pela qual se reconhecem e ampliam direitos e se estabelece medidas em favor de quem sofreu perseguição ou violência durante a Guerra Civil espanhola e a ditadura franquista e proporcionar o devido apoio institucional ao cumprimento dos objetivos contemplados na referida lei".
Entre as decisões mais destacadas, foi a de exumação e transladação dos restos mortais do ditador Francisco Franco, que se encontram no Valle dos Caídos, algo a que se opõe a família do ditador, mas que o governo disse que levará ao fim de qualquer modo. Junto a isso, pretende transladar a um lugar com menos destaque que o Valle dos Caídos, o corpo de José António Primo de Rivera, fundador da Falange Espanhola, organização política fascista ativa em 1933 e 1934.
Em novembro de 2018, los Mossos de Escuadra, a Polícia da Catalunha, informaram a prisão, na cidade de Terrassa, de um vigilante, franquista e militante da extrema-direita, com um arsenal de 16 armas de fogo, incluídos rifles de alta precisão e um subfusil, que pretendia atentar contra a vida do presidente, Pedro Sánchez, em razão dos planos de exumação de Franco.
Por fim, após intensa batalha judicial entre o governo de Sánchez e a família de Franco, no dia 24 de outubro de 2019, a exumação e transladação dos restos do ditador para o cemitério civil de Mingorrubio foi concluída. Dessa forma, pôs-se fim ao último grande símbolo da ditadura franquista, ao não mais conceder um mausoléu de estado ao ditador.

### Imigração

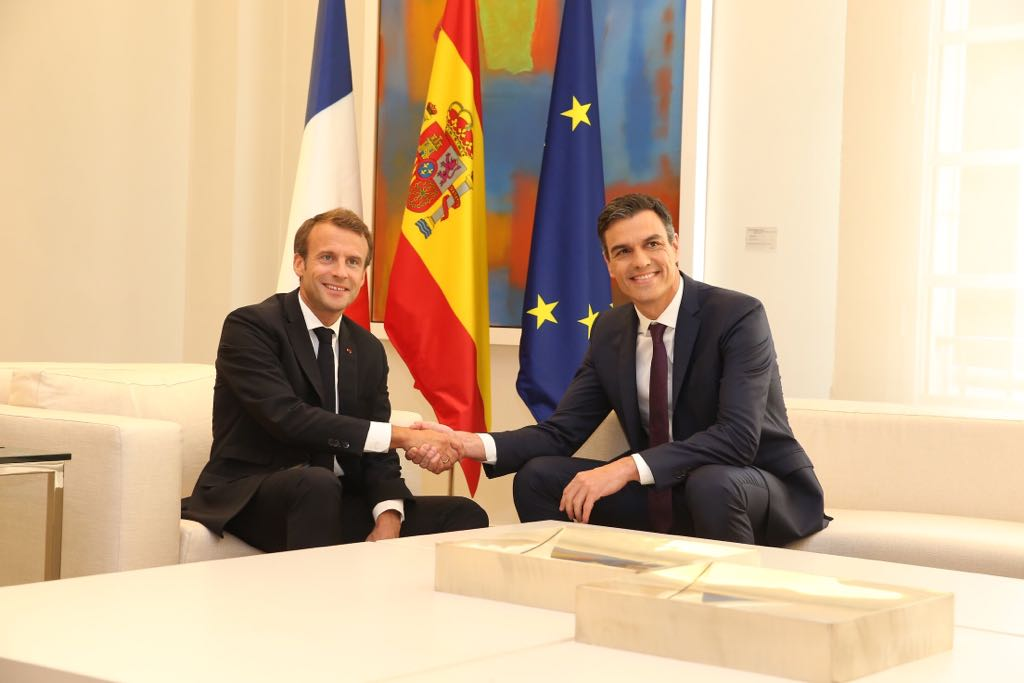
Sánchez e Macron se reúnem no dia 26 de julho de 2018, em Madrid

Em junho de 2018, Malta e Itália negaram a entrada da embarcação de busca e salvamento Aquarius em seus portos, deixando-o a deriva no Mediterrâneo com 629 imigrante a bordo. Diante de tal fato, o Governo de Sánchez ofereceu o porto de Valência para que o barco desembarcasse e, assim, evitar uma catástrofe humanitária. Em junho e agosto do mesmo ano, o governo espanhol aceitou outras embarcações, nestes casos, da ONG espanhol Open Arms, com imigrantes após mais uma negativa dos governos maltês e italiano. Ante essa situação, a Espanha se converteu, pela primeira vez, na principal entrada de imigrantes africanos, algo que não foi bem-visto pelo pelos partidos de direita espanhóis, Partido Popular e Cidadãos.

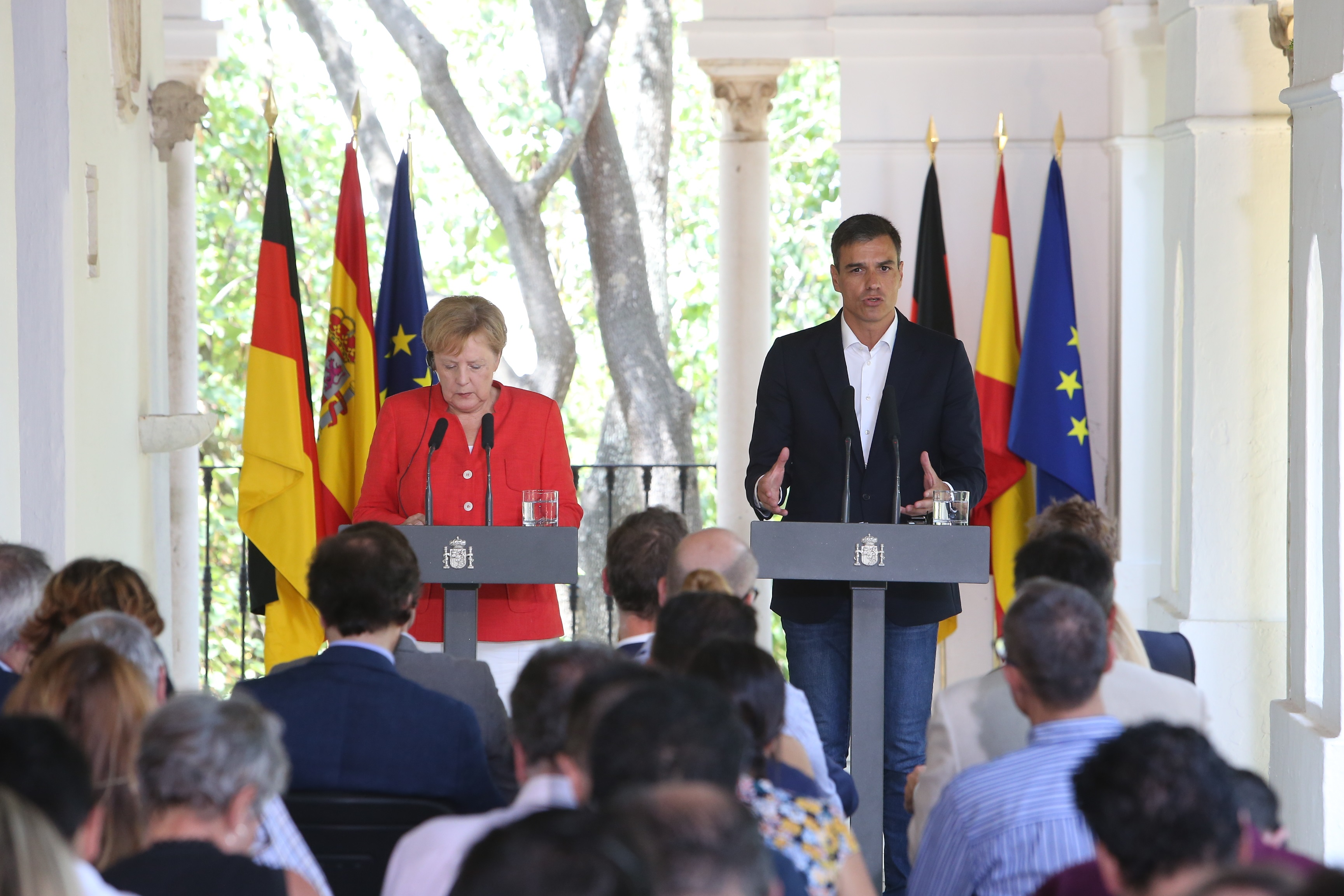
O presidente de Governo, Pedro Sánchez, recebe a chanceler alemã, Angela Merkel, em Sanlúcar de Barrameda, em 11 de agosto de 2018

Sánchez considera que a imigração é um assunto de interesse europeu e mostrou solidariedade ao governo alemão, que recebeu em 2015 mais de 1 milhão de imigrantes. Assim, o presidente espanhol recebeu o apoio de dois dos líderes mais importantes da União Europeia, Emmanuel Macron, presidente da França, e Angela Merkel, chanceler da Alemanha, que defendem uma solução em âmbito europeu que implique a todos os países.
Por outro lado, as relações entre os governos espanhol e italiano tornaram-se tensas, devido ao assunto migratório, com intensas trocas de acusações entre os membros do Governo de Sánchez, como Josep Borrel e o ministro do Interior e vice Primeiro-Ministro italiano, Matteo Salvini. Sánchez também afirmou, em entrevista, que "ainda que a retórica incendiária de alguns líderes italianos seja eficaz em termos eleitorais, desde o ponto de vista de responder efetivamente a uma crise humanitária como a que estamos vivendo no Mediterrâneo e na costa italiana, não é a melhor resposta".

### Adiantamento das eleições

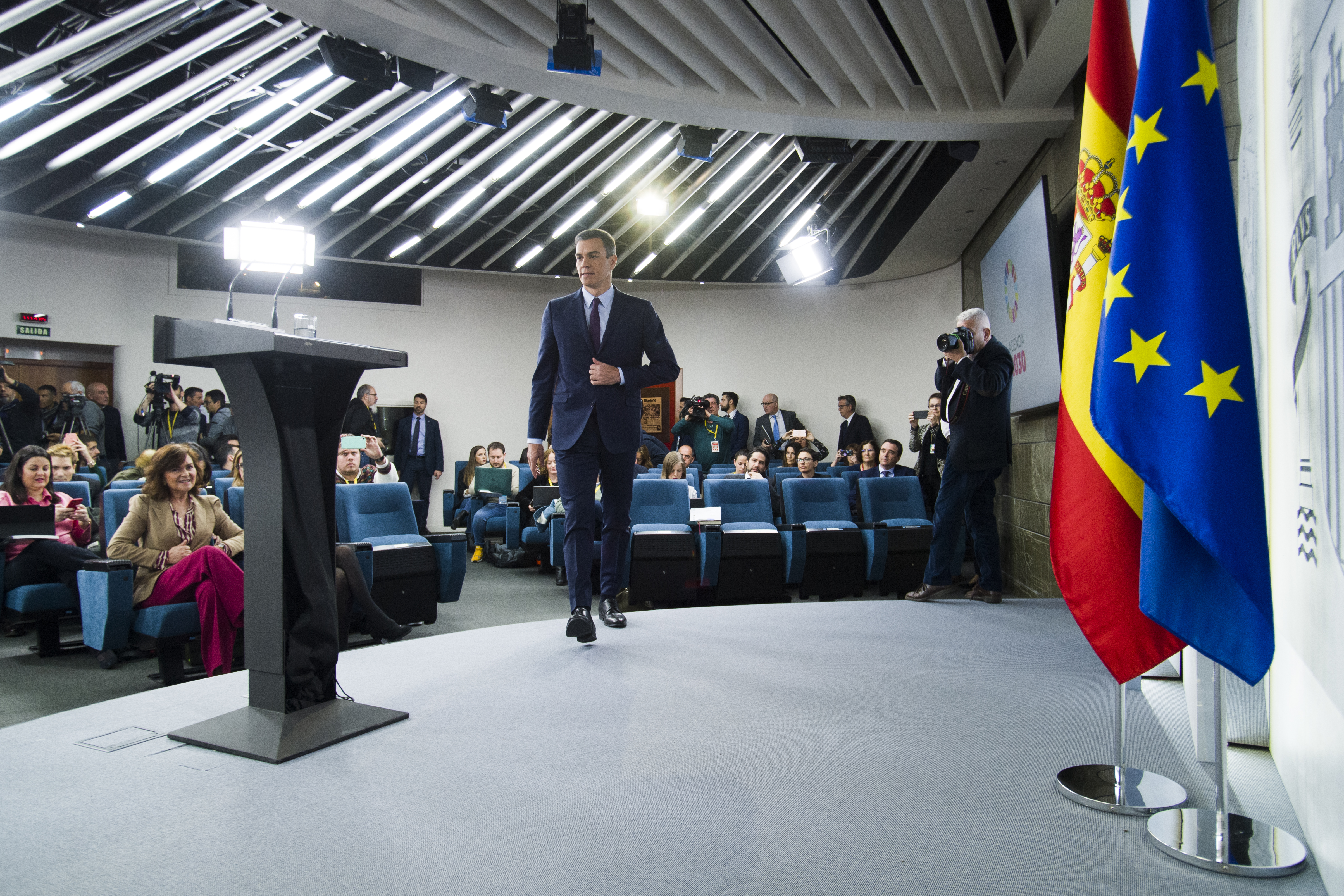
No dia 15 de fevereiro de 2019, no Palácio da Moncloa, Sánchez dissolve o Parlamento espanhol e convoca novas eleições para 28 de abril de 2019

Em 13 de fevereiro de 2019, os partidos espanhóis de direita e nacionalistas rejeitaram a proposta do governo acerca dos Pressupostos Gerais do Estado de 2019, lei mais importante que o governo promulga anualmente e que determina a sua política pública, ademais de ser a base sobre a qual se moverá a economia do Estado no referido ano. Diante desse fato, Sánchez compareceu diante da mídia para anunciar a dissolução do Parlamento e a convocação de eleições gerais para o dia 28 de abril de 2019.

### Eleições Gerais espanholas de abril de 2019
Nas eleições gerais de 28 de abril de 2019, o Partido Socialista, de Sánchez, ganhou as eleições com 28,7% dos votos e 123 cadeiras no Congresso dos Deputados (somando 38 deputados a mais que na legislatura anterior) e ganhou a maioria do Senado, com 139 senadores, voltando a ser o partido político mais votado na Espanha.

### Nova dissolução do Parlamento
No dia 23 de julho, as Cortes espanholas rejeitaram, em primeira votação, a investidura de Pedro Sánchez, com 124 votos a favor, 52 abstenções e 170 votos contrários, longe dos 176 que precisava para ser eleito presidente do Governo. No dia 25 de julho, em nova votação parlamentar, o candidato do partido vencedor não precisava mais da maioria absoluta dos 350 parlamentares para ser investido no governo, bastava maioria simples. Contudo, como conseguiu somente o apoio do deputado do Partido Regionalista da Cantábria, o candidato do PSOE foi novamente rejeitado pela maioria do Parlamento espanhol.
Assim, passada a data limite de 23 de setembro para que algum governo fosse formado, no dia 24 de setembro o rei Felipe VI, mais uma vez, dissolveu as Cortes Gerais e convocou novas eleições para o dia 10 de novembro de 2019.

### Eleições Gerais espanholas de novembro de 2019

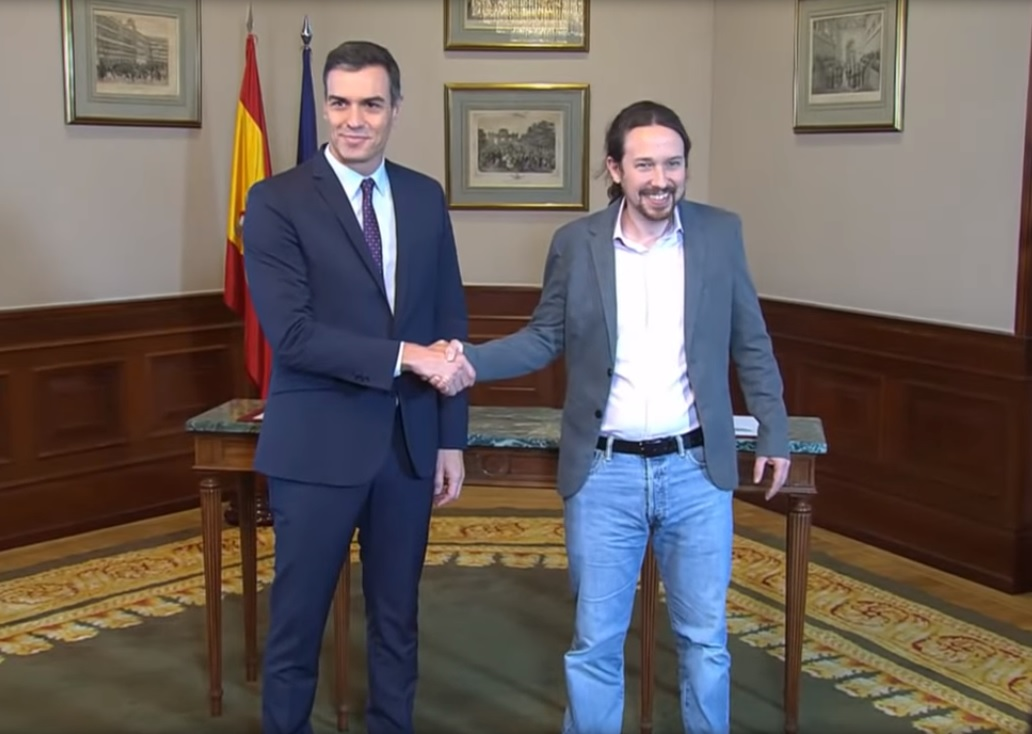
Pedro Sánchez e Pablo Iglesias, líder do Unidas Podemos e vice-presidente de Direitos Sociais e Agenda 2030, na apresentação do acordo de governo de coalizão em 12 de novembro de 2019

Nas eleições gerais de 10 de novembro de 2019, novamente o PSOE, de Sánchez, ganhou as eleições. Agora, com 28% dos votos e 120 cadeiras no Congresso dos Deputados (3 a menos que nas eleições de abril) e 110 senadores, se reafirmando como partido político mais votado na Espanha.

### Governo de coalizão com o Unidas Podemos

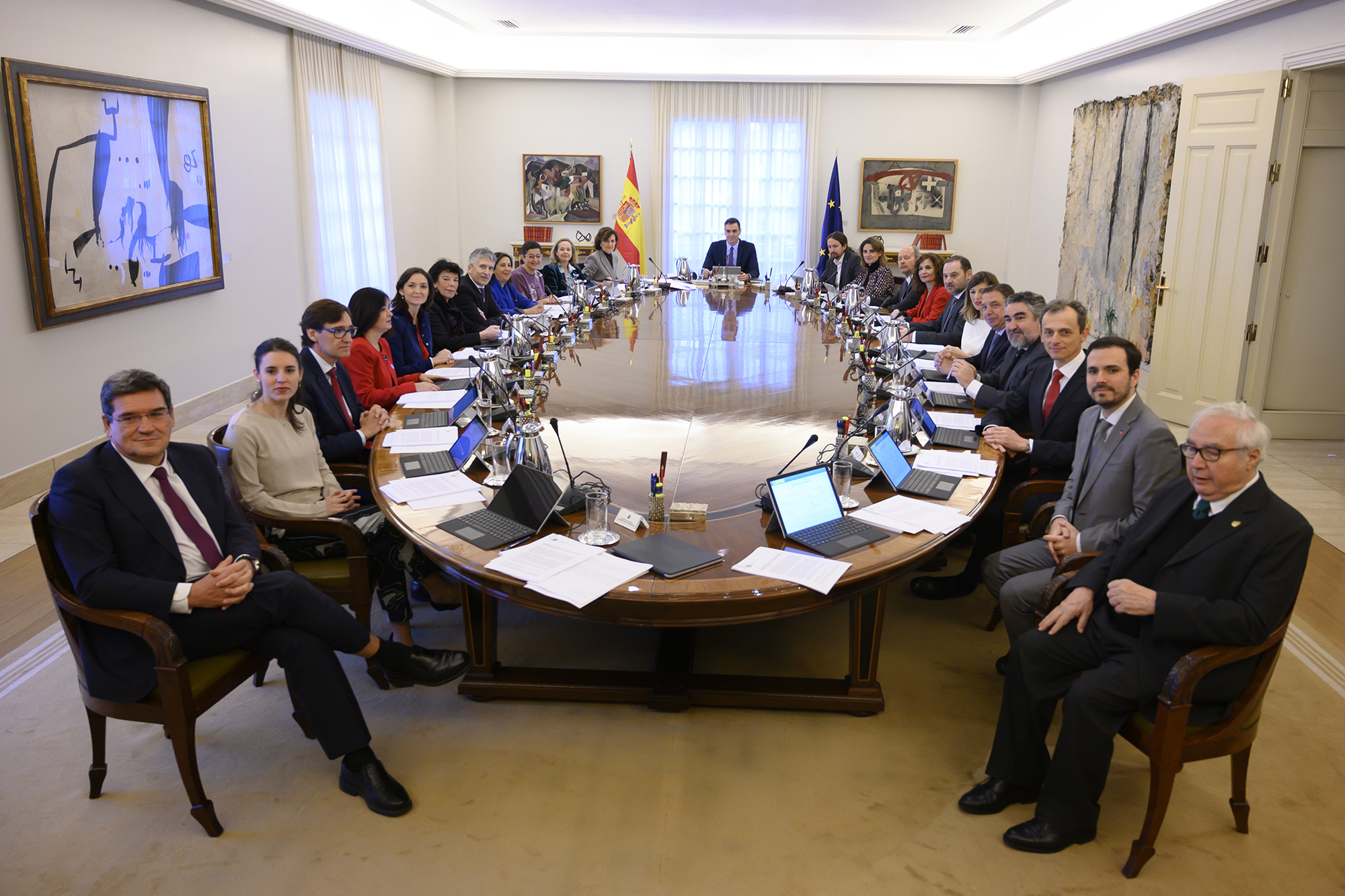
Conselho de ministros do segundo governo de Sánchez, com composição paritária de 11 ministras mulheres e 11 homens

Finalmente, depois de acordos políticos com outros partidos, no dia 7 de janeiro de 2020, Pedro Sánchez foi reeleito como presidente de governo da Espanha pelo Parlamento. Sánchez governará, pela primeira vez na história recente espanhola, um governo em coalizão com o Unidas Podemos, partido liderado por Pablo Iglesias.
Em 13 de janeiro seus ministros tomaram posse e, no dia seguinte, dia 14, realizou-se o primeiro conselho de ministros do seu segundo governo, composto por 17 ministros do PSOE e 5 ministros do Unidas Podemos.

### Eleições de 2023
Depois do PSOE ter sofrido pesadas perdas numa série de eleições regionais e locais em Espanha, com o Partido Popular (PP) e a Vox a conquistarem um grande número de assentos, Sánchez surpreendeu muitos ao anunciar eleições gerais antecipadas para 23 de julho. Num discurso de confirmação da eleição, Sánchez afirmou que era "importante ouvir a vontade do povo, mas sublinhou a necessidade de perseverar nas medidas de recuperação econômica pós-COVID" implementadas pelo seu governo, e que procuraria evitar a formação de uma Governo PP-VOX.
Na eleição, o PP ganhou 48 cadeiras, terminando em primeiro, mas o PSOE manteve todas as suas cadeiras e a VOX perdeu quase metade das suas cadeiras; isso significa que o líder do PP, Alberto Núñez Feijóo, não conseguiu formar governo. Depois que o Congresso dos Deputados rejeitou formalmente a candidatura de Feijóo para ser investido em setembro de 2023, o rei Felipe VI nomeou Sánchez para formar um governo. Depois de obter o apoio da aliança de esquerda Sumar, bem como de uma série de partidos políticos pró-independência e regionalistas, o Congresso dos Deputados reelegeu Sánchez como Primeiro-Ministro em 16 de novembro de 2023; ele foi formalmente nomeado para um terceiro mandato no dia seguinte.

### Enchentes na Espanha em 2024
Em 3 de novembro de 2024, o Primeiro-Ministro Pedro Sánchez, o presidente da comunidade autônoma de Valência, Carlos Mazón, e o Rei Felipe VI acompanhado da Rainha Letícia, foram violentamente confrontados durante uma reunião com as vítimas das enchentes de outubro de 2024 na Espanha, em Paiporta, na Comunidade Valenciana, que jogaram lama e objetos neles e feriram dois guarda-costa. O evento defendido por alguns manifestantes em resposta a demora da presença e auxílio das autoridades no local. Em respostas aos ataques, Sánchez e Mazón brevemente se retiraram do local, ao passo que a família real permaneceu com a população local.

## Cargos ocupados
- Conselheiro geral designado da Assembleia Geral da Caja Madrid (2004-2009).[62][62][63][64]
- Vereador do Ayuntamiento de Madrid (2004-2009).[65]
- Conselheiro da Empresa Municipal de Promoção de Madrid (2007-2008).[66]
- Conselheiro da Empresa Municipal da Habitação e Solo de Madrid (2008-2009).[67]
- Deputado (2009-2011 e desde 2013).[68][69]
- Secretário geral do PSOE (desde 2014).
- Presidente do Grupo Socialista no Congresso dos Deputados (desde 2014).
- Presidente do Governo da Espanha (desde 2018).